# Быковский, Лев Устинович
Лев Усти́нович Быко́вский (11 (23) апреля 1895 года, Ольховец, Киевская губерния — 11 января 1992, Денвер, США) — украинский библиограф
, книговед, библиотековед, геополитик, историк и мемуарист.

## Биография

### Ранние годы
Родился в с. Ольховец Киевской губернии (ныне Звенигородский район, Черкасская область) в семье лесничего. По отцу имел польские корни а по матери украинские. Получать образование начал в 1905 году с учёбы в коммерческой школе располагавшейся в Звегиродке. После её окончания в 1912 году продолжил обучение на металлургическом факультете Петербургского (Петроградского) политехнического и в лесном институте, с 1912 по 1915 год. принимал активное участие в жизни студенческой общины. Вследствие шедшей тогда первой мировой войны по отчислении из института был направлен десятником в военно дорожный отдел МВД в тыловых районах северного фронта. А с Марта 1916 по ноябрь 1917 года был отправлен в действующую армию на российско-османский фронт техником-инженером. В этот период начал печатать первые статьи и сумел в турецком Трабзоне организовать украинскую общину.

### В период Украинской Народной Республики
Вернувшись на Украину, работал секретарём в киевском издательстве «Друкар» (начало 1918) и сотрудником Всенародной библиотеки Украины в Киеве (с 1919). Находился под влиянием Ю. Меженка. В конце 1919 — начале 1920 года учился в Украинском государственном Каменец-Подольском университете, работал в университетской библиотеке. Зиму 1920/21 провел в с. Лозоватка на Звенигородщине (ныне село Шполянского района Черкасской области), издавал «Летопись общественной библиотеки Лозоватского общества „Просвита“».

### Первая эмиграция
Из сложной политической ситуации осенью 1921 года был вынужден уехать в эмиграцию в Польшу. Где так же как и на Украине продолжил редакционно издательское дело. А с 1921 по 1922 год обучался на философском факультете Варшавского университета. В 1923 году переехал в Подеброды, Чехословакия, где с 1923 по 1927 годы обучался на экономическо-кооперативном факультете Украинской хозяйственной академии. где был учеником книговеда Живного и под его руководством развивал теорию библиологии, выразившуюся в монограмме «Замітки про книгознавство та книговживання» (1923 год). Всего за период обучения два раза издавал сборники «украинского книговедения» в 1922 193 годах. (Переизданный в третий раз уже в варшаве в 1929 году). С 1927 года стал дипломированным инженером экономистом.
В 1928 году вернулся в Варшаву где до 1944 года работал Варшавской городской публичной библиотеке. В период с 1938 по 1939 годы совместно с Юрием Липкой организовал Украинский Черноморский институт А позже организовал Океанический институт. С 1942 по 1944 годы был директором Варшавской городской публичной библиотеки. Параллель преподавал на Высших курсах библиотековедения.
С января 1945 года был в немецких лагерях для перемещённых лиц. После освобождения занимался журналистикой на территории Германии а так же переиздавал свои работы прежних лет. Участвовал в развитии Украинской свободной академии наук в которой вскоре возглавил книговедческую комиссию.

### Послевоенный период
С 1963 года вышло несколько документированных томов — «Книгарні-бібліотеки-Академія» (1971). В июне 1948 уехал в США, где сначала поселился в Нью-Йорке, а в 1954 — в Денвере (штат Колорадо), где 1954-63 работал в местной публичной библиотеке. Активно сотрудничал с УВАН (избран её членом-корреспондентом) и Украинским историческим обществом.
Умер в г. Денвер.

## Сочинения
- У службах українській книжці. Львів-Нью-Йорк, 1997.